# Sharbot Lake Provincial Park
Sharbot Lake Provincial Park är en park i Kanada.   Den ligger i provinsen Ontario, i den sydöstra delen av landet, 110 km sydväst om huvudstaden Ottawa. Sharbot Lake Provincial Park ligger 213 meter över havet. Den ligger vid sjöarna  Black Lake och Sharbot Lake.
Terrängen runt Sharbot Lake Provincial Park är platt. Runt Sharbot Lake Provincial Park är det mycket glesbefolkat, med 7 invånare per kvadratkilometer.. 
I omgivningarna runt Sharbot Lake Provincial Park växer i huvudsak blandskog.